# ウエスト・エア・スウェーデン294便墜落事故
ウエスト・エア・スウェーデン294便墜落事故（ウエスト・エア・スウェーデン294びんついらくじこ）は、2016年1月8日に発生した航空事故である。オスロ空港発トロムソ空港行きだった貨物便のウエスト・エア・スウェーデン294便（ボンバルディア CRJ200PF）の姿勢指示器が飛行中に誤表示をしたため、パイロットが空間識失調に陥り墜落した。乗員2人全員が死亡した。この事故はウエスト・エア・スウェーデンが起こした唯一の死亡事故である。

## 事故機と乗員

### 事故機

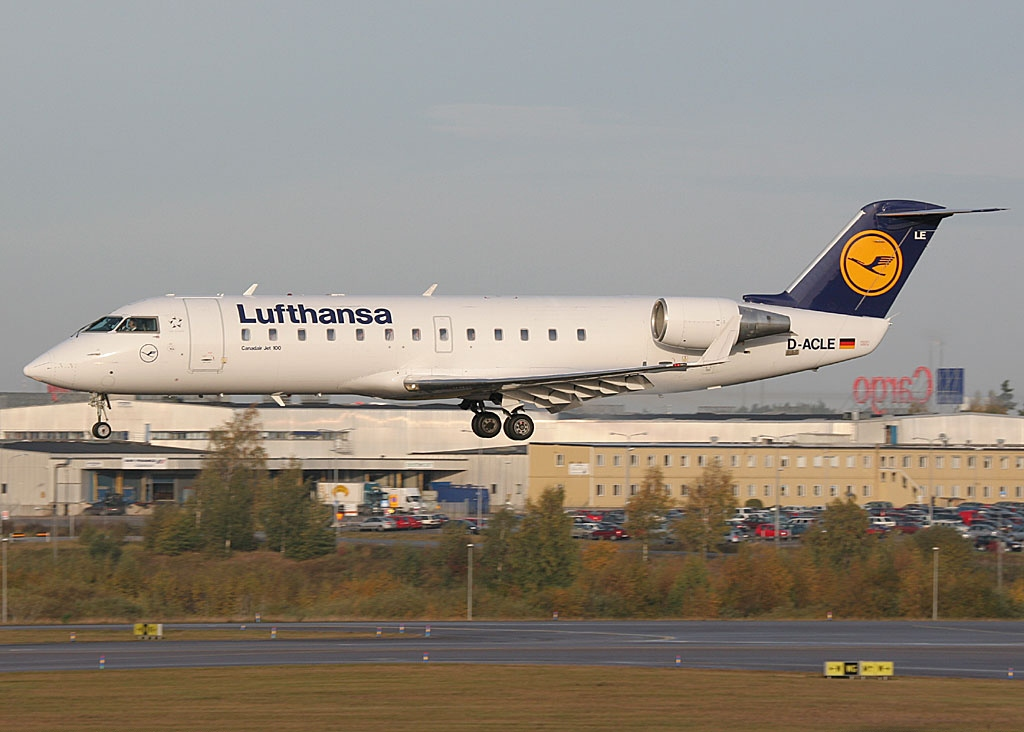
ルフトハンザ・シティーラインでの運用中に撮影された事故機

事故機のボンバルディア CRJ200PFは、1993年に製造され1993年2月から2006年末までルフトハンザ・シティーラインでD-ACLEとして運用された。製造番号は7010で、2基のゼネラル・エレクトリック CF34-3B1エンジンを搭載していた。また、事故機はウエスト・エア・スウェーデンへの売却時に貨物機への改修工事を受け、機体記号もSE-DUXへ変更された。墜落時には、38,601時間と31,036サイクル以上の飛行を経験していた
。

### 乗員
機長は42歳のスペイン人男性だった。総飛行時間は3,365時間で、ボンバルディア CRJシリーズでは2,208時間の経験があった。そのうちの1,569時間がCRJ200によるものだった。技能テストは2008年8月に行われており、習熟度テストは2015年2月に実施されていた。
副操縦士は33歳のフランス人男性で、総飛行時間3,232時間のうち1,064時間がCRJシリーズでの経験だった。2015年9月15日に習熟度テストを受けていた。
どちらのパイロットもオスロからトロムソへは何度も飛んでおり、294便の飛行計画も標準的なものだった。

## 事故の経緯

### 離陸と巡航
294便はノルウェーの首都オスロから北部のトロムソへ向かう貨物便だった。飛行予定時間は1時間43分で、機体には4.5tの郵便物が積み込まれていた。また、この飛行は一部、スウェーデン空域を飛行する計画になっていた。22時52分にパイロットはエンジン始動後のチェックリストを開始した。チェックリスト終了後の23時01分、294便は除氷作業を受けた。除氷作業が終了後、294便は滑走路01Lへのタキシングを行った。
294便は現地時間23時9分にオスロ空港の滑走路01Lから離陸した。23時37分に機体は巡航高度の33,000フィート (10,000 m)に到達した。機長が操縦を担当し、副操縦士が計器を監視していた。

### 事故
0時18分、機長はトロムソ空港への着陸進入及び着陸に関するブリーフィングを開始した。ブリーフィングはおよそ1分ほど続き、副操縦士が内容を確認した。このとき、294便は高度33,000フィート (10,000 m)を275ノット (509 km/h)の対気速度で、自動操縦により水平飛行していた。
0時19分、突然機長席側の姿勢指示器が急激な上昇を示し、ピッチ角は+15度まで増加した。その後すぐに自動操縦が解除され、警報装置が作動した。また、左右の姿勢指示器の表示に差が生じたため、両方のPFDに「PIT」と表示された。機長は自身の姿勢指示器の情報に基づき機首下げを行い、294便は降下を開始した。
異常発生から5秒後、機長席側のピッチ角表示が+30度を越え、PFDの表示が「デクラッタ・モード」に変化した。このため、機長席側のPFDから「PIT」の表示が消えてしまった。その代わり、機長席側のPFDに下向きの赤い二重矢印（シェブロン記号）が、副操縦士席側のPFDに上向きの記号が表示された。異常発生から11秒後には、バンク角が40度を越え、バンク角警報が作動した。異常発生から17秒後、対気速度が315ノット (583 km/h)を越え、速度超過警報が作動した。速度超過警報は墜落まで鳴り続けた。副操縦士は管制官にメーデーを宣言した。この時速度は400ノット (740 km/h)に達しており、設計急降下速度を上回っていた。降下を開始してから1分20秒後、機体は地表に激突した。

## 事故調査

### 機体の捜索

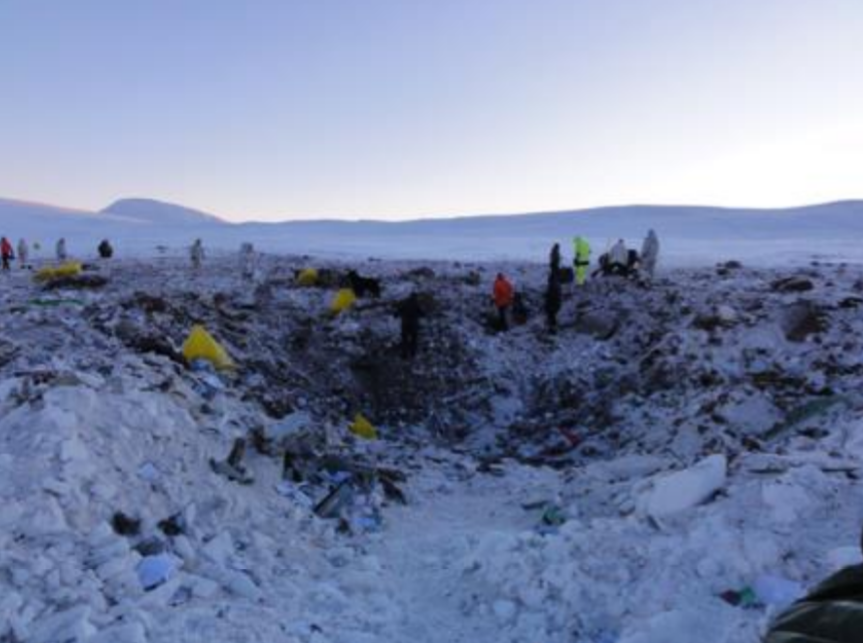
墜落現場

ウエスト・エア・スウェーデンは、23時31分にパイロットが緊急事態を宣言し、機体がレーダから消失したと発表した。救助隊は生存者がいる可能性は低いと述べた。
Flightradar24によると、294便は0時18分から60秒間で21,275フィート (6,485 m)近く降下していた。
ノルウェーとスウェーデンの当局は、3時10分に機体の残骸を発見したと発表した。墜落現場は、ノルウェーとの国境から10km程のアッカ湖付近で、標高3,300フィート (1,000 m)程の場所だった。残骸は、直径150mの円を描くように散らばっていた。これは、墜落時に高いエネルギー衝撃が加わったためだと考えられている。また、残骸の散乱状況から機体が逆さの状態で地表に激突したと推定された。事故現場には墜落により深さ6m、直径20mほどのクレーターが生じていた。

### CVRとDFDRの解析
スウェーデン事故調査局（SHK）が調査を行った。事故の翌日、デジタルフライトデータレコーダー（DFDR）とコックピットボイスレコーダー（CVR）が回収されたが、一部に深刻な損傷が生じており、記録装置も欠損していた。1月10日、パイロットの遺体と共に記録装置が回収され、2日後にSHKは、パイロットがメーデーを宣言していたことを発表した。1月26日、FDRとCVRの解析に成功し、分析が開始された。

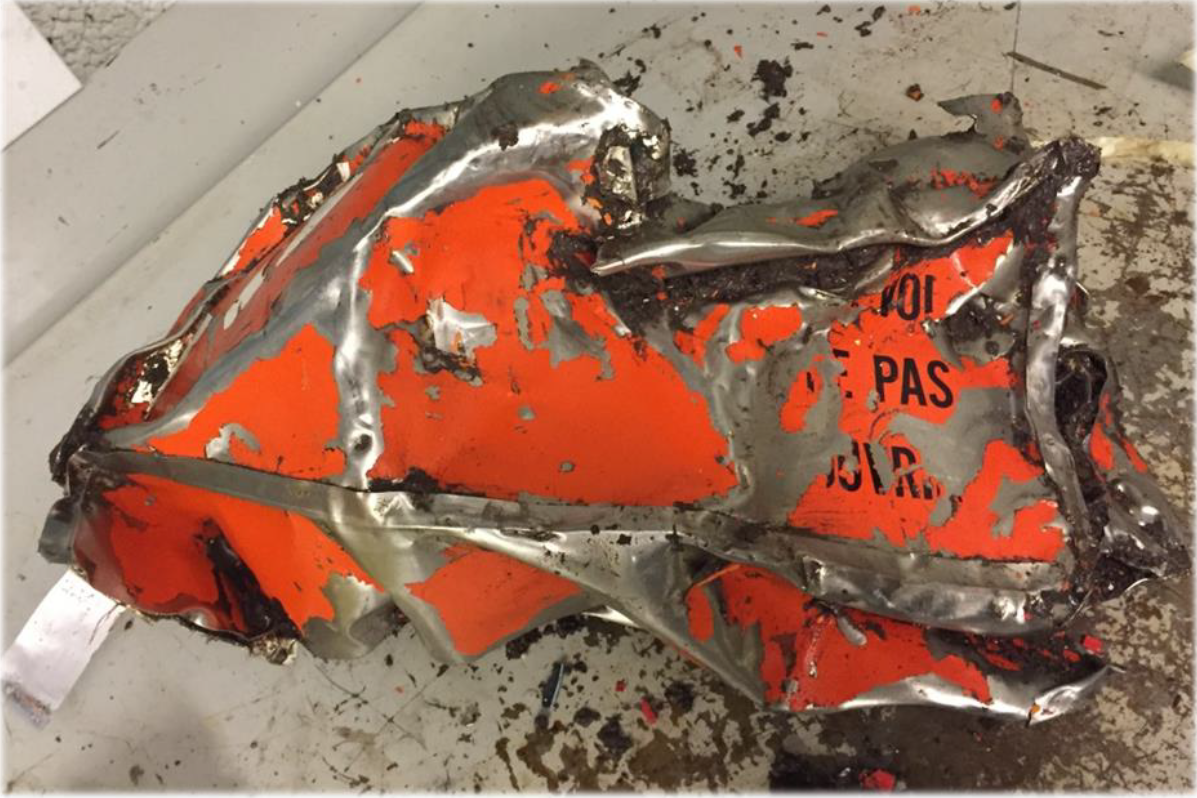
回収されたデジタルフライトデータレコーダー（DFDR）

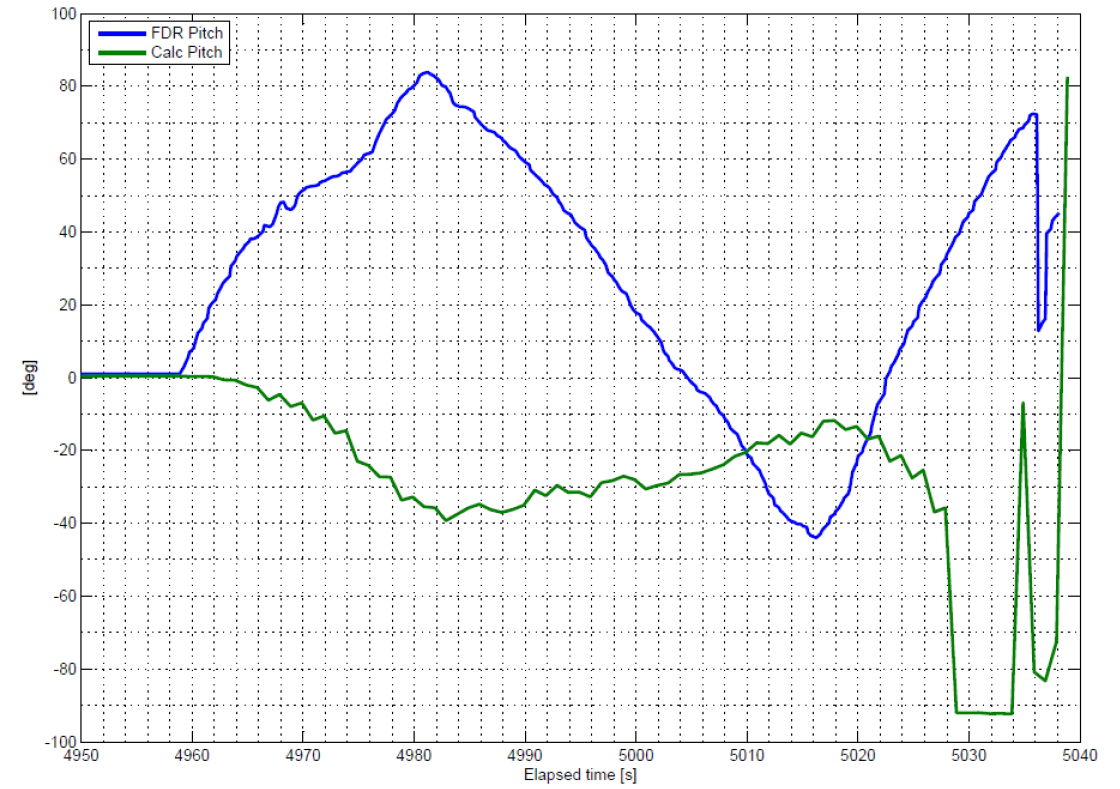
DFDRに記録されたピッチ角とSHKが再計算したピッチ角（青線がDFDRに記録されたデータ、緑線が実際のピッチ角）

DFDRのデータから、機体のピッチ角、バンク角、対地速度、磁方位の情報に異常が見られた。この4つのパラメーターは実際の情報と異なる情報を示しており、いずれのデータもIRU1から送信されていた。一方、CVRには2時間4分の音声が記録されていた。
SHKとボンバルディアは迎え角や対気速度、高度などの情報からピッチ角を再計算した。その結果、両者の計算結果はほぼ一致した。

### 実機とシミュレータでの検証
事故の1か月後、SHKの調査官は294便と同じルートを飛行する貨物便にオブザーバーとして搭乗した。これによりいくつかの事が判明した。巡航高度を飛行中には、コックピット内の照明は暗くされていた。そのため、月明かりが無くても水平線や街明かりを識別することが可能だった。しかし、ブリーフィングはコックピット内の照明を点灯させて行うため、水平線を確認することはできなかった。
SHKの調査官はCRJ200のフライトシミュレータでも検証を行った。この時には、異常姿勢からの回復、速度超過、IRUの故障などに関して検証が行われた。また、メーカによると実機ではデクラッタ・モードでは「PIT」などの警告表示がPFD上から消えることになっているが、シミュレータではデクラッタ・モードでもこれらの警告が表示された。

### マニュアル
ウエスト・エア・スウェーデンが使用していた飛行マニュアルにはデクラッタ・モードやシェブロン記号に関する記述が無かった。これらのことは、ボンバルディアのマニュアルに記載されていたが、このマニュアルは訓練などで使われていなかった。また、航空会社のマニュアルには主警報装置に対する記述もほとんどなく、ただ警報をリセットするようにとだけ記載されていた。

### 航空会社による訓練
航空機の異常姿勢を防止等するための訓練（UPRT）は事故当時には必須事項ではなかったが、2016年5月からは必須事項となる予定だった。ウエスト・エア・スウェーデンではこの訓練を修了したパイロットはいなかった。
事故後、ウエスト・エア・スウェーデンはUPRTや、疲労管理、機器の故障による自動操縦の解除、エラー管理などの訓練を取り入れた。

### 分析
機体の残骸が全て現場から発見されたため、機体は墜落時には空中分解などしていなかったことが判明した。
SHKは、異常発生時にパイロット間のコミュニケーションに問題があり、問題への対処が困難であったと判断した。CVRの記録からパイロット間に隔たりはなく、互いに通常の会話をしていたことからコミュニケーションの問題は疲労から来たものではないかと推測された。しかし、パイロットの睡眠時間に関する情報が得られなかったため、実際にパイロットがどの程度疲労していたのかは不明だった。

### パイロットの行動
DFDRには副操縦士席側のPFDに表示されていた情報が記録されていなかったが、SHKはこれらは正常に動作していたと判断した。

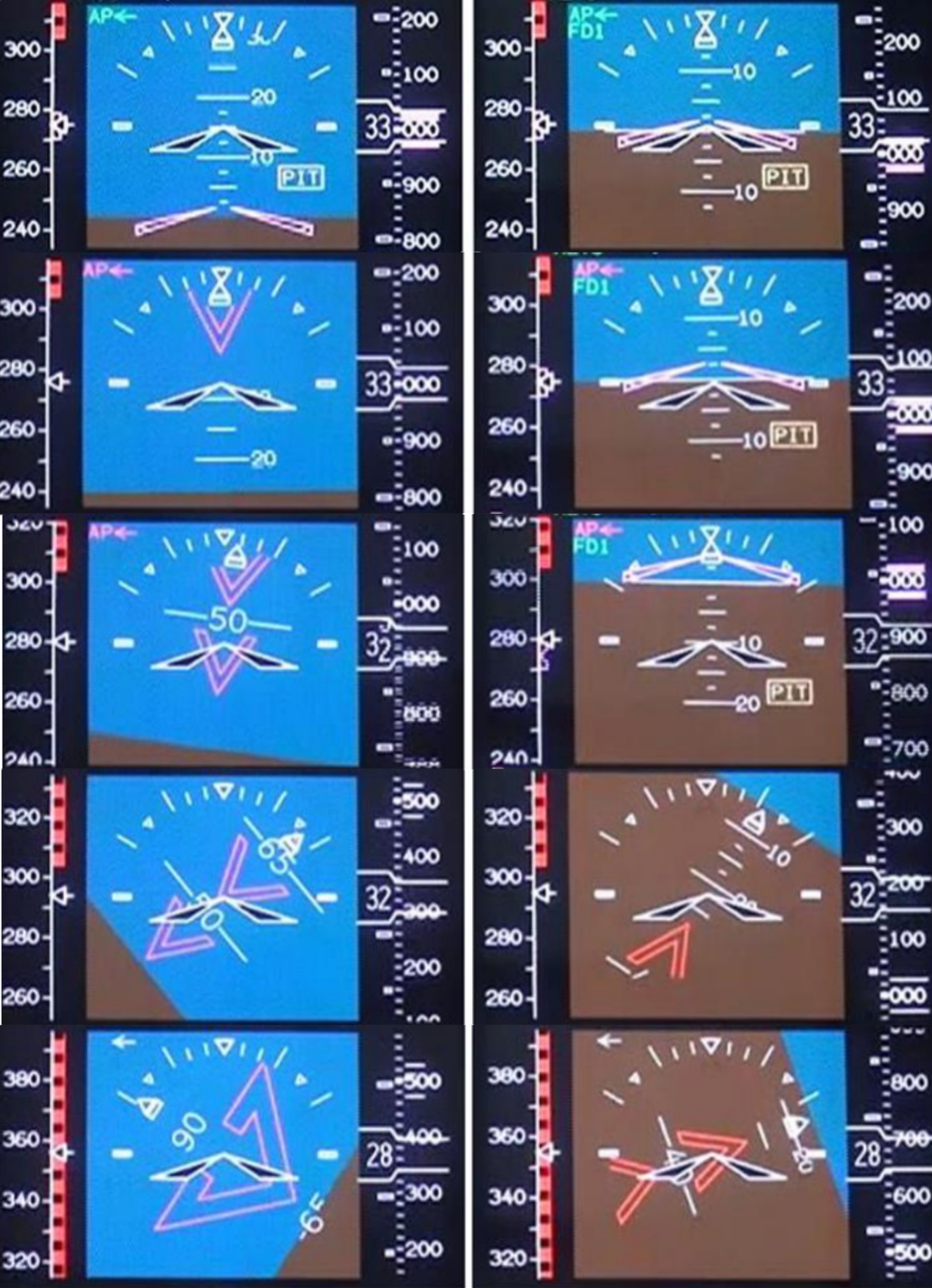
SHKが作成したPFDの表示（左がDFDRに記録されたデータ、右がSHKが再計算したデータ）

調査から、機長席側のPFDには上図の左のような表示がされており、副操縦士席側のPFDには右のような表示がされていたと推測された。異常発生から3秒後に自動操縦が解除され、4秒後には機長席側のPFDがデクラッタ・モードに切り替わった。機長はPFDの表示及び、シェブロン記号を見て操縦桿を押した。
この時点で、両パイロットは姿勢指示器の表示の違いにより異なる認識をしていたと推測された。疲労や重力加速度の変化のため、パイロット間で適切なコミュニケーションが取られず、トラブルシューティングも行われなかった。異常発生から9-13秒後、副操縦士席側のトリムスイッチが作動しており、この事からこの時に副操縦士が操縦桿をつかんだと推定された。異常発生から13秒後にはピッチ角が-20度に達し、副操縦士席側のPFDもデクラッタ・モードに切り替わった。この時、両方のPFDに異なる向きのシェブロン記号が表示されており、パイロットたちは空間識失調に陥っていたと推測された。

### IRUの故障
DFDRのデータなどから、IRU1の故障が疑われた。分析から、IRU1に接続されていたピッチ角のジャイロが誤った情報を送信したため、ロールとヨーの情報にも誤差が生じたと推測された。

### 中間報告
3月19日、SHKは中間報告書で以下のことを述べた。

異常発生から17秒後、最大運用制限速度の315ノット (583 km/h)を越え、垂直方向の加速度の向きが正に変わった。
更に16秒後、副操縦士が管制官にメーデーを宣言した。対気速度は400ノット (740 km/h)を越えており、スタビライザートリム機首下げ位置0.3度まで動いた。機長は、「マッハ・トリム（Mach trim）」といい、エンジンはアイドル状態にされた。
最後に記録された情報によると、機体は508ノット (941 km/h)まで加速しており、3Gがかかっていた。

SHKは、機体の方位は右に75度変更されており、急降下中にパイロットは主に機体の旋回方向について話していたと述べた。

### 最終報告
2016年12月12日、SHKは最終報告書を発行した。報告書では以下の事などが認定された。

- パイロットは有効な飛行資格を持っていた
- 機体には耐空性があった
- パイロットの行動は標準的なものだった
- 機体の制御面には問題はなかった
- IRU1は誤ったピッチ、ロール、ヨーの情報を送信した
- IRU1から送信された誤った情報が機長席側のPFDに表示された
- 自動操縦が解除された後、機長が機首下げを行うまで機体は水平飛行をしていた
- 少なくとも設計急降下速度を越えるまで機体に構造破壊などは生じなかった
- 機内で破壊行為があったという証拠は見つからなかった
- PFDのデクラッタ・モードやシェブロン記号に関する記述はボンバルディアのマニュアルにのみ記載されていた
- デクラッタ・モードで一部の警告表示が削除されることについてはどのマニュアルにも記載されていなかった
- デクラッタ・モードの仕様は実際とシミュレータの間で異なっていた

SHKは最終報告書で、「この事故はバックアップシステムが故障した場合の管理方法が不適切だったため発生した」と結論付けた。
また事故の要因として、
- パイロットが異常事態発生時に効果的なコミュニケーションを取らなかったこと
- 飛行計器に発生した不具合に対する対処法の指導が不十分だったこと
- 重力加速度の変化によりパイロットの判断能力が低下したこと

を挙げた。

## CVRの記録
SHKは最後の85秒間のCVR記録を最終報告書に掲載した。交信内容については斜字で表している。また、不明瞭な音声は(*)で表されている。
| 時刻        | 発言者   | 発言内容                                 |
| ----------- | -------- | ---------------------------------------- |
| 0時19分22秒 | 機長     | What.                                    |
| 0時19分29秒 | 副操縦士 | What.                                    |
| 0時19分30秒 | 機長     | What.                                    |
| 0時19分33秒 | 副操縦士 | Come up.                                 |
| 0時19分35秒 | 機長     | Come on, help me, help me, help me.      |
| 0時19分35秒 | 副操縦士 | Turn right.                              |
| 0時19分26秒 | 副操縦士 | What.                                    |
| 0時19分37秒 | 機長     | Help me, help me.                        |
| 0時19分38秒 | 副操縦士 | Yes, I’m trying.                         |
| 0時19分40秒 | 副操縦士 | Turn left, turn left.                    |
| 0時19分43秒 | 副操縦士 | Turn left.                               |
| 0時19分44秒 | 副操縦士 | No.                                      |
| 0時19分50秒 | 副操縦士 | Mayday, mayday, mayday Air Sweden 294.   |
| 0時19分53秒 | 副操縦士 | Mayday, mayday, mayday.                  |
| 0時19分54秒 | 副操縦士 | Mayday, mayday, mayday Air Sweden 294.   |
| 0時19分57秒 | 副操縦士 | We turning back, mayday, mayday.         |
| 0時19分59秒 | 機長     | Mach trim.                               |
| 0時20分01秒 | 副操縦士 | Trim, trim a lot.                        |
| 0時20分06秒 | 副操縦士 | Turn left, turn left.                    |
| 0時20分09秒 | 副操縦士 | Mayday, mayday, mayday, we turning back. |
| 0時20分14秒 | 機長     | We need to climb, we need to climb.      |
| 0時20分15秒 | 副操縦士 | Yeah, we need to climb.                  |
| 0時20分16秒 | 副操縦士 | Turn left, turn left.                    |
| 0時20分17秒 | 機長     | No, continue right, continue.            |
| 0時20分19秒 | 機長     | Continue right.                          |
| 0時20分20秒 | 副操縦士 | Ok, (*).                                 |
| 0時20分22秒 | 機長     | No, help me, help me please.             |
| 0時20分23秒 | 副操縦士 | I don’t know, I don’t see anything.      |
| 0時20分24秒 | 副操縦士 | I think you are the right to correct.    |
| 0時20分25秒 | 機長     | Ok.                                      |
| 0時20分26秒 | 機長     | Ok, ok, ya.                              |
| 0時20分31秒 | 副操縦士 | What (*).                                |
| 0時20分35秒 | 機長     | (*).                                     |
| 0時20分36秒 | 機長     | (*).                                     |

## 類似事故
- コパ航空201便墜落事故

## 映像化
- メーデー!:航空機事故の真実と真相 第18シーズン第2話「Impossible Pitch」